# Ludwigsmühle (Bad Neustadt an der Saale)

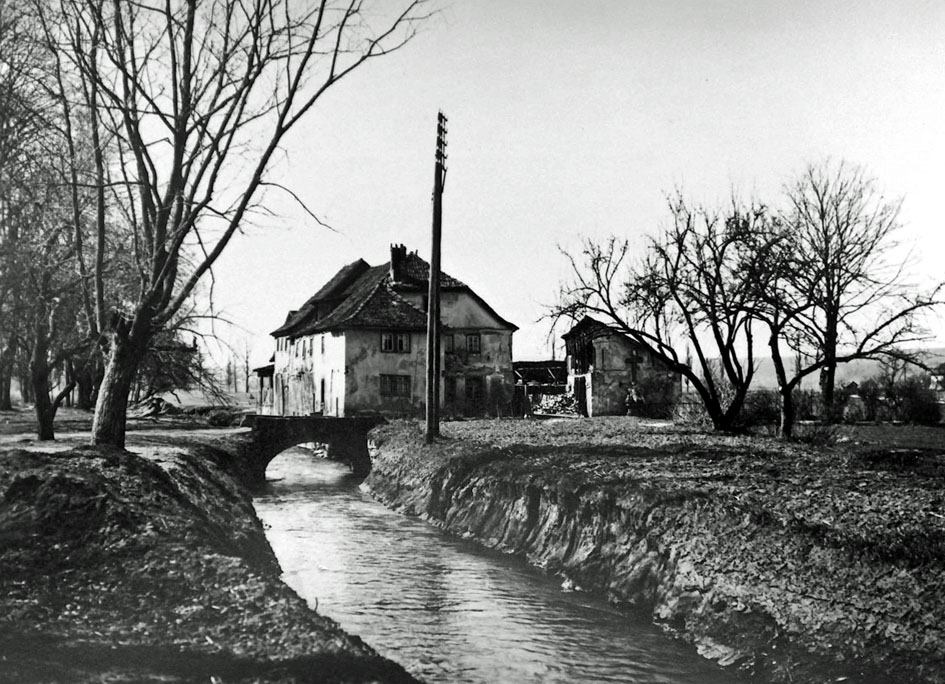
Ehemalige Ludwigsmühle bei Bad Neustadt

Die Ludwigsmühle (in der Alltagssprache auch „Lubbermühle“) war eine Einöde der Gemeinde Bad Neustadt an der Saale/Landkreis Rhön-Grabfeld. Sie lag an einem Mühlbach, der die Brend mit der Fränkischen Saale verband. Weiterhin gab es noch die Namen "Spitalmühle", "Vogtsmühle" (nach dem Besitzer Ludwig Vogt) oder auch Saalemühle.

## Geschichte der Mühle
Der Bau der Ludwigsmühle erfolgte nach der Erlaubnis 1502 durch Fürstbischof Lorenz von Bibra. Er genehmigte der Stadt Neustadt den Bau einer Mühle. Baubeginn war aber erst am 26. Juni 1550, als Melchior Zobel von Giebelstadt verfügte: „(…)eine Muele mit treyen gengen oder damit zwei gengen zum Mahlen und einem zum Walken“. Der Pachtertrag der Mühle soll jährlich dem Spitalmeister verrechnet werden. Dabei zwei Fastnachtehühner. Für das Bistum mussten jährlich Abgaben an die Amtskellerei Neustadt abgeliefert werden. Schon die frühen Jahre sind gekennzeichnet durch Streitigkeiten.
1764 errichtete Ludwigsmüller Johann Michael Knell einen Steinbildstock mit Pietà an der Scheune der Mühle. Jährlich gab es dorthin Fronleichnams-Prozessionen. Heute steht diese Pietà in der Stadtpfarrkirche Mariä Himmelfahrt.

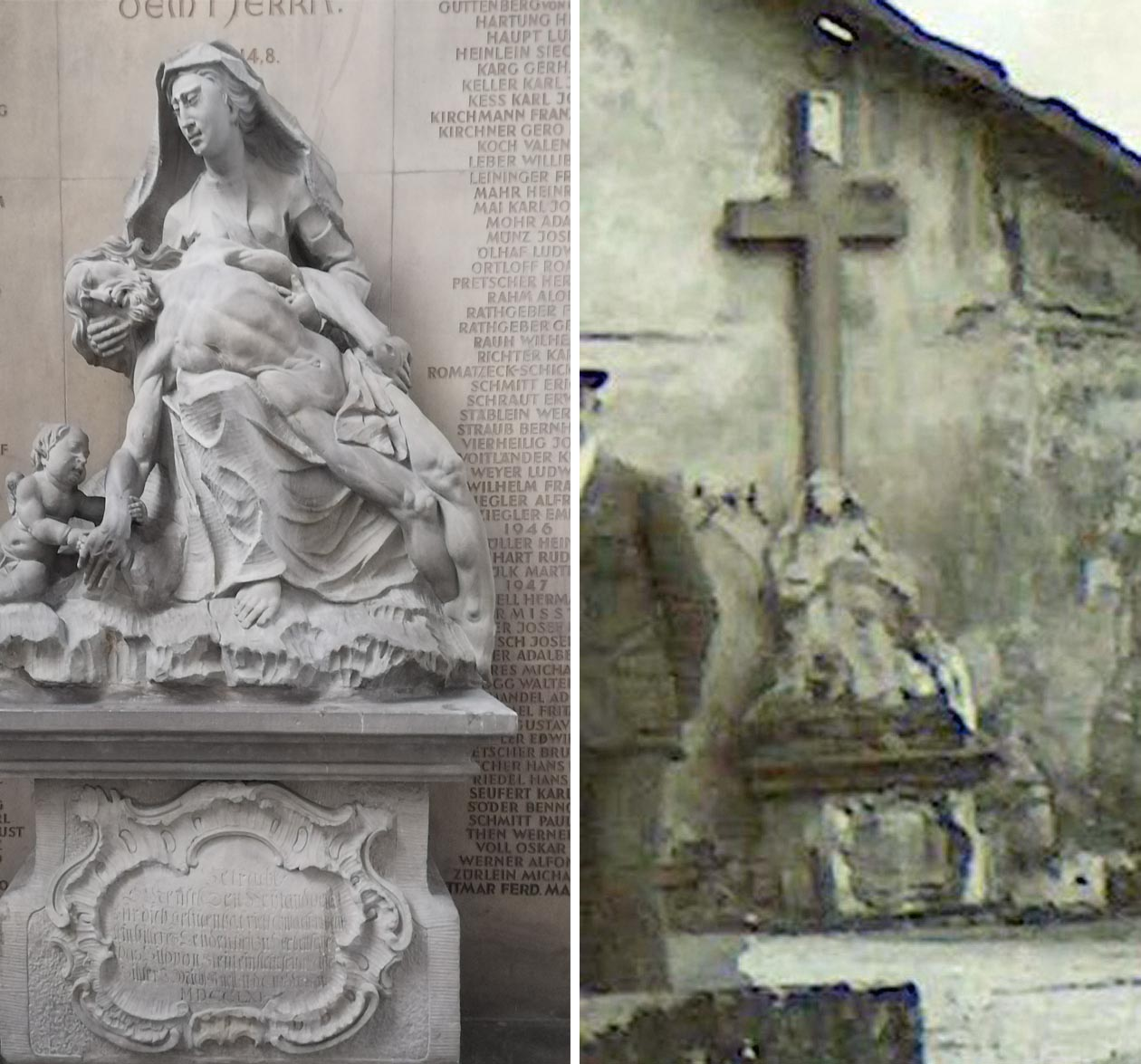
Die Pieta der Ludwigsmühle (aktuell+historisch)

Der Abbruch der Mühle erfolgte 1930, nachdem die Stadt auf dem Grundstück ein neues Schwimmbad für die Stadt plante. Heute befindet sich auf dem Areal der Mühle in Teilen der Parkplatz „Schillerhain“.